# Рефлексија (компјутерска графика)
Рефлексија у компјутерској графици се користи за опонашање рефлектујућих објеката као што су огледала и сјајне површине.
Тачне рефлексије се могу постићи нпр. помоћу рендерера праћењем трагова зрака зрака од ока до огледала, а затим израчунавањем одакле се одбија, и настављањем процеса док се не пронађе никаква површина или се не пронађе нерефлектујућа површина. Приближне рефлексије се обично могу брже израчунати коришћењем метода као што је мапирање окружења. Рефлексија на сјајној површини попут дрвета или плочица може допринети фотореалистичним ефектима 3Д рендеровања .

## Приступи приказивању рефлексије
За рендеровање рефлексије окружења постоји много техника које се разликују по прецизности, рачунарској сложености и имплементацији. Могућа је и комбинација ових техника.
Алгоритми за приказивање редоследа слика засновани на праћењу зрака светлости, као што је праћење зрака или путање, обично израчунавају прецизне рефлексије на општим површинама, укључујући вишеструке рефлексије и саморефлексије. Међутим, ови алгоритми су генерално и даље превише скупи за рендеровање у реалном времену (иако постоји специјализовани HW, као што је Nvidia RTX) и захтевају другачији приступ приказивању од обично коришћене растеризације .
Рефлексије на равним површинама, као што су планарна огледала или водене површине, могу се једноставно и прецизно израчунати у реалном времену са два пролаза рендеровања — један за посматрача, један за поглед у огледалу, обично уз помоћ матрице бафера.  Неке старије видео игре су користиле трик да би постигли овај ефекат са једним пролазом рендеровања тако што су целу сцену у огледалу поставили иза провидне равни која представља огледало. 
Рефлексије на непланарним (закривљеним) површинама су изазовније за рендеровање у реалном времену. Главни приступи који се користе укључују:
- Мапирање окружења (нпр. мапирање коцке): техника која се широко користи, нпр. у видео играма, нуди апроксимацију рефлексије која је углавном довољна за око, али јој недостаје саморефлексија и захтева претходно приказивање мапе окружења. [3] ‍:174 Прецизност се може повећати коришћењем просторног низа мапа окружења уместо само једне.
- Рефлексије простора екрана (SSR): скупља техника која прати рефлексију зрака у простору екрана (за разлику од светског простора у нпр. праћењу зрака). Ово се ради за сваки рендеровани пиксел рефлектоване површине, користећи нормалу површине и дубину сцене. Недостатак је што објекти који нису ухваћени у приказаном оквиру не могу да се појаве у рефлексијама, што резултира неразрешеним пресецима и непотпуном одразном сликом. [4]

## Врсте рефлексије
- Полирано

- Полирани одраз је неометани одраз, попут огледала или хромиране површине.
- Мутно

- Замућена рефлексија значи да ситне насумичне неравнине на површини материјала узрокују да одраз буде мутан.
- Металик

- Рефлексија је метална ако светли и одсјаји задрже боју рефлектујућег објекта.
- Сјајни

- Овај термин се може злоупотребити: понекад је то поставка која је супротна од замућења (нпр. када "сјај" има малу вредност, одраз је замагљен). Понекад се термин користи као синоним за „замагљен одраз“. Сјај који се користи у овом контексту значи да је одраз заправо замагљен.

### Полирани или одраз у огледалу
Огледала су обично скоро 100% рефлектујућа.

### Метална рефлексија
Нормални (неметални) објекти рефлектују светлост и боје у оригиналној боји објекта који се рефлектује. Метални предмети рефлектују светлост и боје измењене бојом самог металног предмета.

### Мутан одраз
Многи материјали су несавршени рефлектори, где су рефлексије замућене у различитим степенима због храпавости површине која распршује зраке рефлексије.

### Сјајни одраз
Потпуно сјајна рефлексија, приказује светле тачке од извора светлости, али не показује јасну рефлексију од објеката.

## Примери рефлексије

### Одрази влажног пода
Ефекат влажног пода  је техника графичких ефеката популарна је у вези са страницама у стилу Веб 2.0 , посебно у логотипима. Ефекат се може урадити ручно или креирати помоћу помоћног алата који се може инсталирати за аутоматско креирање ефекта. За разлику од стандардне компјутерске рефлексије (и Јава ефекта воде популарног у првој генерацији веб графике), ефекат мокрог пода укључује градијент и често нагнути одраз, тако да изгледа као слика у огледалу која лебди изнад или лежи на мокром поду.